# Andrei Sergeyevich Chesnokov
Andrei Sergeyevich Chesnokov (tiếng Nga: Андрей Сергеевич Чесноков; sinh ngày 6 tháng 10 năm 1995) là một cầu thủ bóng đá người Nga thi đấu cho FC Tekstilshchik Ivanovo.

## Sự nghiệp câu lạc bộ
Anh có màn ra mắt tại Giải bóng đá chuyên nghiệp quốc gia Nga cho FC Tekstilshchik Ivanovo vào ngày 7 tháng 4 năm 2018 trong trận đấu với F.K. Dynamo-2 Sankt Peterburg.